# Nova Boa Vista
Nova Boa Vista es un municipio brasileño del estado de Rio Grande do Sul.
Se encuentra ubicado a una latitud de 27º59'39" Sur y una longitud de 52º58'44" Oeste, estando a una altitud de 435 metros sobre el nivel del mar. Su población estimada para el año 2004 era de 2.136 habitantes.
Ocupa una superficie de 96,155 km².
- Datos: Q1758296
- Multimedia: Nova Boa Vista / Q1758296